# Óscar Arpón Ochoa
Óscar Arpón Ochoa (Calahorra, La Rioja, 9 d'abril de 1975) és un exfutbolista espanyol que jugava com a centrecampista, i posteriorment ha fet d'entrenador de futbol.
Va disputar 141 partits a La Liga, amb cinc gols, durant set temporades, en les quals va representar sis clubs, entre ells el FC Barcelona. També va jugar 230 partits, amb 18 gols, a Segona Divisió, a la part final de la seva carrera, que va durar un total de 18 anys.

## Trajectòria esportiva
Amb 19 anys el 1994 va arribar al Barça B, la temporada següent jugà en el Reial Betis on va jugar 20 partits i va marcar un gol.
A l'any següent el 1996 també canvià d'aires i va marxar a Santander on va jugar dos anys (56 partits) i va marcar 3 gols.
A la temporada 98/99 va fitxar pel RCD Mallorca on va estar un any i va jugar 13 partits, poc va durar a l'illa perquè la següent campanya (99/00) se’n va anar a Osasuna equip on va jugar dues temporades i va marcar un gol.
A la campanya 01/02 va fitxar pel Poli Ejido (equip que va aconseguir l'ascens a la categoria vencent a l'equip dels seus orígens el Calahorra anys enrere) jugà un any.
A la temporada 02/03 el Recreativo de Huelva es va fer amb els serveis del jugador riojà, en l'equip recreatiu va jugar 34 partits repartits en dues campanyes.
L'estiu de 2004 va fitxar pel Salamanca, precisament en aquest equip va ser en el qual més ha durat (tres campanyes), equip en el qual era un titular indiscutible.
En la campanya 07/08 el Nàstic de Tarragona es va fer amb el seu serveis.
A la temporada 2009/2010, Óscar Arpón va ser presentat com a nou jugador de la Unión Deportiva Logroñés. A principi de 2011, se li va comunicar que no es comptava amb els seus serveis, i per tant, deixà el club, tot i voler continuar com a tècnic.